# Asphyxiation
Asphyxiation è un singolo del gruppo musicale statunitense Sons of Apollo, pubblicato il 17 marzo 2020 come quarto estratto dal secondo album in studio MMXX.

## Descrizione
Si tratta della terza traccia dell'album nonché una tra le più pesanti del disco, in quanto caratterizzata da un'introduzione di tastiera influenzata da sonorità industrial e da varie sezioni strumentali e tecniche, pur senza tralasciare momenti più melodici.

## Video musicale
Il video, reso disponibile il 24 febbraio 2020, mostra scene del gruppo eseguire il brano all'interno di una stanza buia alternate ad altre in cui viene mostra donna mascherata.

## Formazione
Gruppo
- Mike Portnoy – batteria, percussioni, voce, arrangiamento
- Derek Sherinian – tastiera, arrangiamento
- Ron "Bumblefoot" Thal – chitarra, voce, arrangiamento
- Jeff Scott Soto – voce
- Billy Sheehan – basso

Produzione
- The Del Fuvio Brothers: Derek Sherinian, Mike Portnoy – produzione
- Jay Ruston – missaggio, mastering
- John Douglass – assistenza al missaggio
- Maor Applebaum – mastering
- Jerry Guidroz – ingegneria della batteria
- Greg Foeller – assistenza tecnica
- Thomas Cucé – ingegneria del suono aggiuntiva, pre-produzione
- Andy Freeman – ingegneria del suono aggiuntiva